# Harrow (Ontario)
Harrow es una comunidad ubicada en la ciudad de Essex, condado de Essex (Ontario), Canadá. 

## Historia

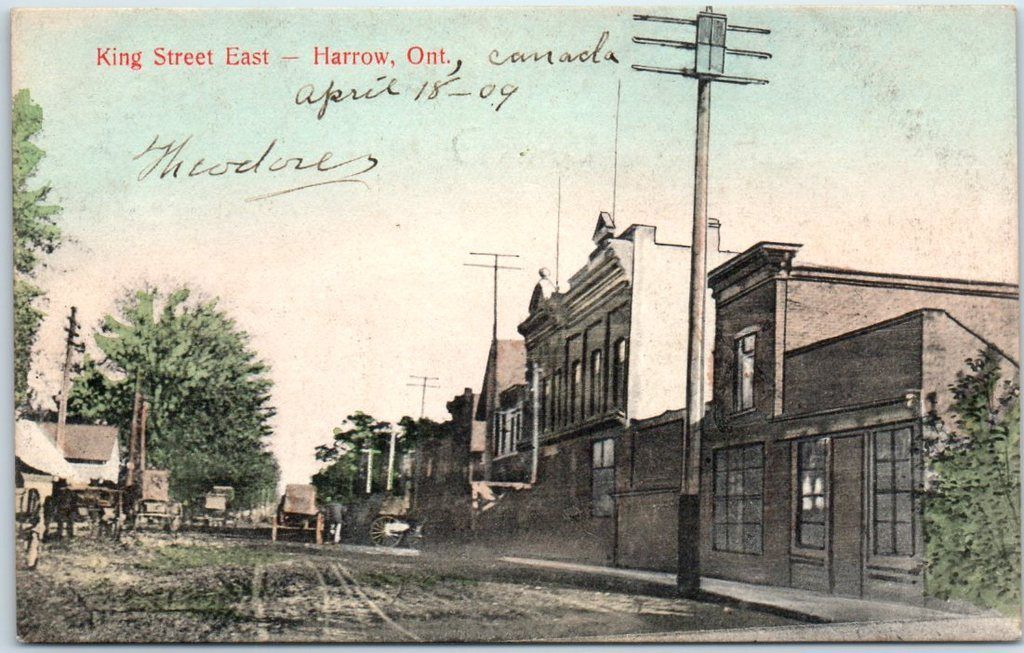
Vista de King Street East en Harrow, circa 1909.

Conocida por primera vez como "Munger's Corners" debido a John Munger, que fue el primer director de correos, la ciudad fue rebautizada por John O'Connor en 1857 en recuerdo a la exclusiva "Harrow School de Londres".
A Hiram Walker, famoso por el "Canadian Club Whisky", se le atribuye haber puesto a Harrow en el mapa. Walker construyó el ferrocarril, que traía grano desde el extremo sur del condado a la ciudad para usarlo en su destilería. Las pistas permanecieron durante más de 100 años y se quitaron en 1992. La línea se convirtió en la vía verde de "Chrysler Canada Greenway", parte de "Trans Canada Trail".
Las operaciones de destilación de Walker permanecieron en Harrow hasta 2009, cuando cerró la tonelería de Canbar, Inc. En Harrow estuvo la última escuela segregada (es decir, escuelas exclusivas de gente no blanca) de Ontario, que finalmente se cerró en la década de 1960.
Aunque los primeros colonos eran en su mayoría alemanes, una próspera comunidad de portugueses llegó más tarde y aún permanece. Hoy, Harrow es una comunidad situada a lo largo de la pintoresca County Road 20 que ofrece tiendas y lugares para buscadores de antigüedades. Las atracciones incluyen las bodegas "Colio Winery" y el histórico "John R. Park Homestead".
Harrow ha organizado y organiza una feria agrícola anual cada fin de semana del Día del Trabajo durante más de 150 años, y asisten muchas personas del condado de Essex y otras partes de Ontario. Los aspectos más destacados de la feria incluyen un concurso de llamadas de madres, una subasta de pasteles, un bingo "mandón" y un tirón de tractor. 
El Centro de Investigación y Desarrollo de Harrow de Agricultura y Agroalimentación de Canadá también se encuentra en Harrow. 
Atlas Tube, una unidad de Zekelman Industries, propiedad de la familia Zekelman, se encuentra en las afueras de la ciudad.

## Demografía
El censo de Canadá de 2001 fue el último censo canadiense en registrar estadísticas demográficas de Harrow como una comunidad separada. En el censo de 2006, las estadísticas se publicaron solo para Essex.
Según el censo de 2001:
| Población:                    | 2,935 (+4.6% desde 1996)            |
| Área terrestre:               | 2.75 km²                            |
| Densidad de población:        | 1,067.3 personas/km²                |
| Edad media:                   | 35.6 (hombres: 34.2, mujeres: 37.1) |
| Total viviendas particulares: | 1,075                               |
| Ingresos familiares medios:   | $29,932                             |